# Bill Ivy
William David Ivy, detto Bill (Maidstone, 27 agosto 1942 – Hohenstein-Ernstthal, 12 luglio 1969) è stato un pilota motociclistico britannico.

## Biografia
Nato da famiglia di modesta condizione economica, Ivy inizia la sua carriera agonistica nel 1955, partecipando ai tornei studenteschi di pugilato, nei quali si aggiudica diversi incontri, nonostante il fisico minuto che gli valse il soprannome di "Little Bill".
Nel 1956 gli viene regalata dal padre una Francis-Barnett con motore Villiers da 196 cm³, con la quale compie le prime esperienze, partecipando alle gare locali di grass-track.
Da quel momento la motocicletta divenne il suo riferimento fisso e riuscì a farsi assumere come apprendista presso la Associated Motor Cycles di Woolwich, che in quel periodo controllava i marchi AJS e Matchless. Il lavoro in catena di montaggio, però, non fa per lui e si propone come meccanico in una officina di motociclette.
L'aspirazione di Ivy è quella di poter gareggiare in circuito, ma le disponibilità economiche non glielo consentono e così, in attesa di poter competere in gara, ogni sera si allena mentre torna a casa con la sua Triumph Speed Twin 500, acquistata a rate. Alla fine del 1958, in una di queste galoppate stradali, si schianta contro un autocarro, finendo in ospedale per diverse settimane.
È il titolare dell'officina, Don Chisolm, che decide di indirizzare l'agonismo del ragazzo verso le competizioni in circuito e in cilindrate più adatte alla sua età e corporatura. La carriera motociclistica di Ivy iniziò nel 1959, a Brands Hatch pilotando un Itom 50 e conquistando il terzo posto ed il record sul giro, risultato che convinse Chisolm a farlo correre per il resto della stagione, ove colse vari piazzamenti. Nel 1960 avrebbe potuto incrementare la sua esperienza, ma un nuovo incidente stradale, sempre dovuto alla sua guida irruente, gli causa fratture multiple al bacino e alle gambe, costringendolo a letto per diversi mesi.
Nel 1961 partecipa a Brands Hatch con la Itom 50 e la Matchless 500, vincendo la gara nella categoria maggiore. Durante la medesima stagione partecipa anche al campionato inglese nella classe 250, in sella a una Gilera 175 con motore maggiorato a 190 cm³.
Il suo debutto nel Motomondiale avvenne al Tourist Trophy 1962, terminato al 25º posto con una Honda 50, risultato migliorato l'anno seguente (7º). Viene poi ingaggiato dal team di Frank Sheene per la gara internazionale sul circuito di Madrid, dove cade durante le prove ferendosi nuovamente alle gambe.
Nel 1964 Ivy ottenne il titolo britannico della 125, e l'anno successivo quello della 500, in sella a una Matchless G50 affidatagli dal team-manager Tom Kirby. Queste buone prestazioni destarono l'ammirazione di Phil Read che lo segnalò alla Yamaha.
La casa giapponese gli mise a disposizione due moto per il "TT" del 1965. Ivy si classificò al 7º posto nella "125", mentre nella "250" cadde rovinosamente in vista del traguardo, quando occupava la piazza d'onore, alle spalle del vincitore Jim Redman. La Yamaha rimase comunque favorevolmente impressionata dalla foga di "Little Bill" e gli offrì un contratto da pilota ufficiale, come seconda guida di Read, per la stagione 1966. In questa stagione Ivy fu secondo in 125, dietro alla Honda 5 cilindri di Luigi Taveri, con 4 vittorie e 3 terzi posti.
Il 1967 fu l'anno della consacrazione a Campione del Mondo della 125 di Ivy, con 8 vittorie su 12 gare, lasciando il compagno di Marca Phil Read, secondo, a 16 punti di distacco In quell'anno fu in lotta anche per il titolo della 250 (terminò 3º con 2 vittorie).

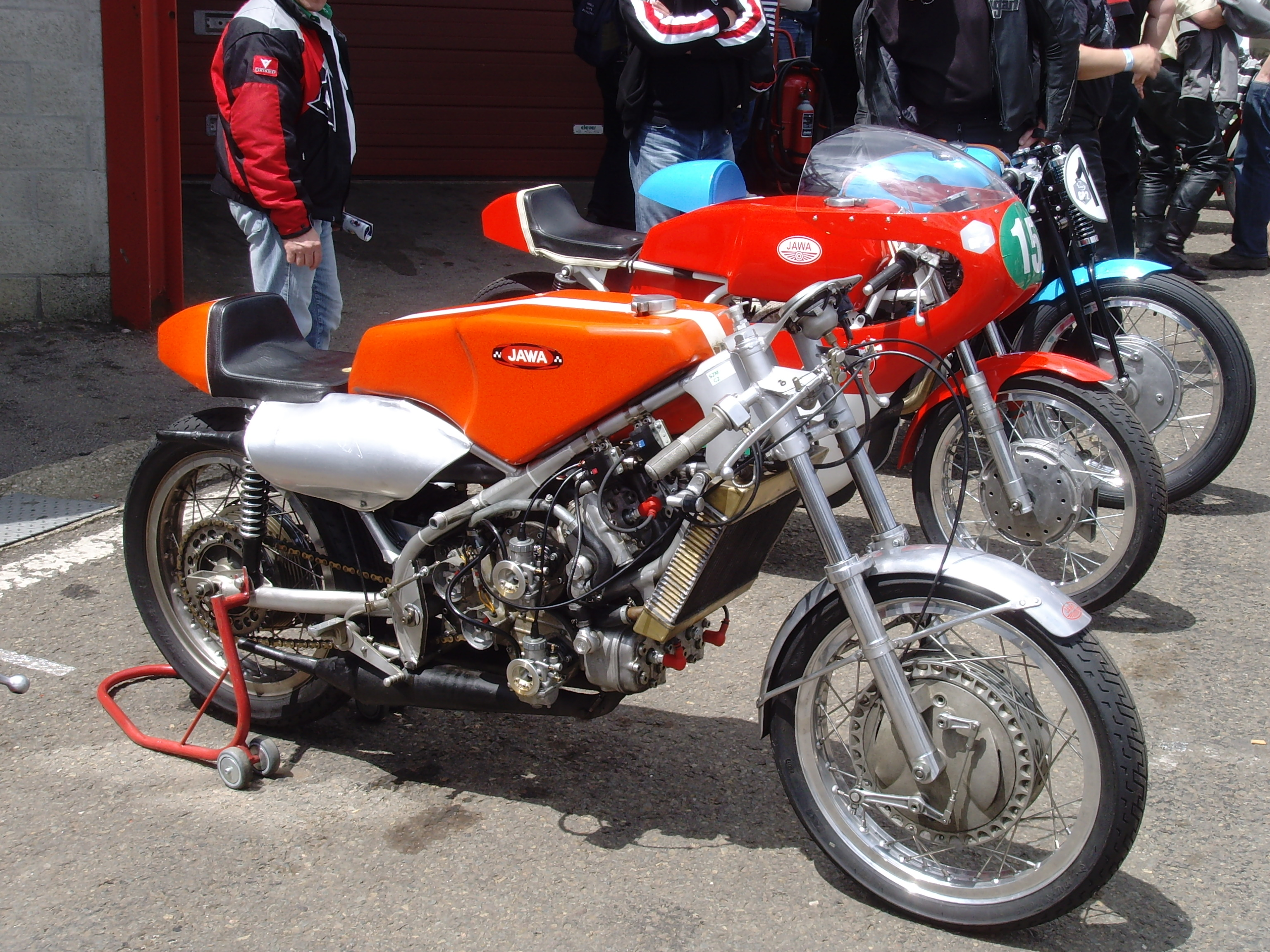
Jawa 350 V4 GP typ 673 ufficiale, portata in gara da Bill Ivy nel 1969.

Ritiratasi la Honda alla fine della stagione 1967, la Yamaha aveva via libera per vincere i titoli in 125 e 250 per il 1968: venne quindi deciso di "dividere" i mondiali tra Ivy e Read. Il campione di Luton, però, ignorò (dopo aver vinto la 125) gli ordini di scuderia. A fine stagione i due britannici arrivarono a pari punti in 250: il titolo venne assegnato durante il congresso FIM di fine stagione, per mezzo della somma dei tempi dei GP in cui entrambi erano arrivati in fondo. Read vinse per poco più di due minuti.
Ivy annunciò, al termine della stagione, il suo passaggio all'automobilismo, correndo qualche gara in Formula 2, con discreti risultati (5º a Zolder nel 1969), prima di accettare l'offerta della cecoslovacca Jawa per pilotare la Typ 673 350 4 cilindri due tempi nel Motomondiale 1969.
La 350 est-europea si dimostrò veloce, permettendo ad Ivy di ottenere due secondi posti dietro alla MV Agusta tre cilindri di Giacomo Agostini (Germania Ovest e Olanda), ma anche fragile di meccanica e propensa al grippaggio. Proprio un grippaggio, durante le prove del sabato del GP della Germania Est costò la vita ad Ivy: sbalzato contro un muro mentre si stava sistemando il casco, morì in ospedale poche ore dopo l'incidente.

## Aneddoti
- Bill Ivy nacque sull'ambulanza che stava trasportando la madre all'ospedale per il parto. Secondo lui era stata la corsa dell'ambulanza a fargli nascere inconsciamente l'amore per la velocità.

## Risultati nel motomondiale

### Classe 125
| 1965 | Classe | Moto   |   |   |   |   |   |   |    |   |   |   |   |   |   | Punti | Pos. |
| ---- | ------ | ------ | - | - | - | - | - | - | -- | - | - | - | - | - | - | ----- | ---- |
| 1965 | 125    | Yamaha | - | - | - | - | 7 | 4 | NE | - | - | - | - | - | 4 | 6     | 13º  |

| 1966 | Classe | Moto   |   |   |    |   |    |   |   |   |   |   |   |   |  | Punti | Pos. |
| ---- | ------ | ------ | - | - | -- | - | -- | - | - | - | - | - | - | - |  | ----- | ---- |
| 1966 | 125    | Yamaha | 1 | - | NE | 1 | NE | 3 | 3 | - | - | 1 | 3 | 1 |  | 40    | 2º   |

| 1967 | Classe | Moto   |   |     |   |     |   |    |   |   |   |   |   |   |   | Punti | Pos. |
| ---- | ------ | ------ | - | --- | - | --- | - | -- | - | - | - | - | - | - | - | ----- | ---- |
| 1967 | 125    | Yamaha | 1 | Rit | 1 | Rit | 2 | NE | 1 | 1 | 2 | 1 | 1 | 1 | 1 | 56    | 1º   |

| 1968 | Classe | Moto   |     |     |   |     |    |   |     |   |   |   |  |  |  | Punti | Pos. |
| ---- | ------ | ------ | --- | --- | - | --- | -- | - | --- | - | - | - |  |  |  | ----- | ---- |
| 1968 | 125    | Yamaha | Rit | Rit | 2 | Rit | NE | 2 | Rit | 2 | 1 | 1 |  |  |  | 34    | 2º   |

| Legenda | 1º posto        | 2º posto            | 3º posto            | A punti      | Senza punti        | Grassetto – Pole position Corsivo – Giro più veloce |
| Legenda | Gara non valida | Non qual./Non part. | Ritirato/Non class. | Squalificato | '-' Dato non disp. | Grassetto – Pole position Corsivo – Giro più veloce |

### Classe 250
| 1965 | Classe | Moto   |   |   |   |   |   |   |   |   |   |   |   |   |   | Punti | Pos. |
| ---- | ------ | ------ | - | - | - | - | - | - | - | - | - | - | - | - | - | ----- | ---- |
| 1965 | 250    | Yamaha | - | - | - | - | - | - | - | - | - | - | - | - | 3 | 4     | 16º  |

| 1966 | Classe | Moto   |     |   |     |   |   |   |   |   |  |     |   |   |  | Punti | Pos. |
| ---- | ------ | ------ | --- | - | --- | - | - | - | - | - |  | --- | - | - |  | ----- | ---- |
| 1966 | 250    | Yamaha | Rit | 3 | Rit | - | 6 | - | - | - |  | Rit | - | - |  | 5     | 13º  |

| 1967 | Classe | Moto   |     |     |   |     |   |   |   |   |   |   |   |   |   | Punti | Pos. |
| ---- | ------ | ------ | --- | --- | - | --- | - | - | - | - | - | - | - | - | - | ----- | ---- |
| 1967 | 250    | Yamaha | Rit | Rit | 1 | Rit | 2 | 1 | 2 | 2 | 2 | 3 | 2 | - | 6 | 46    | 3º   |

| 1968 | Classe | Moto   |   |     |   |   |     |   |   |     |   |   |  |  |  | Punti | Pos. |
| ---- | ------ | ------ | - | --- | - | - | --- | - | - | --- | - | - |  |  |  | ----- | ---- |
| 1968 | 250    | Yamaha | 1 | Rit | 1 | 1 | Rit | 1 | 2 | Rit | 1 | 2 |  |  |  | 46    | 2º   |

| Legenda | 1º posto        | 2º posto            | 3º posto            | A punti      | Senza punti        | Grassetto – Pole position Corsivo – Giro più veloce |
| Legenda | Gara non valida | Non qual./Non part. | Ritirato/Non class. | Squalificato | '-' Dato non disp. | Grassetto – Pole position Corsivo – Giro più veloce |

### Classe 350
| 1966 | Classe | Moto   |    |   |   |   |    |   |   |   |   |   |   |   |  | Punti | Pos. |
| ---- | ------ | ------ | -- | - | - | - | -- | - | - | - | - | - | - | - |  | ----- | ---- |
| 1966 | 350    | Yamaha | NE | - | - | - | NE | - | - | - | - | - | - | 2 |  | 6     | 11º  |

| 1969 | Classe | Moto |   |   |    |   |   |    |    |  |  |  |  |  |  | Punti | Pos. |
| ---- | ------ | ---- | - | - | -- | - | - | -- | -- |  |  |  |  |  |  | ----- | ---- |
| 1969 | 350    | Jawa | - | 2 | NE | - | 2 | NE | NP |  |  |  |  |  |  | 24    | 10º  |

| Legenda | 1º posto        | 2º posto            | 3º posto            | A punti      | Senza punti        | Grassetto – Pole position Corsivo – Giro più veloce |
| Legenda | Gara non valida | Non qual./Non part. | Ritirato/Non class. | Squalificato | '-' Dato non disp. | Grassetto – Pole position Corsivo – Giro più veloce |

### Classe 500
| 1965 | Classe | Moto      |  |  |    |    |     |     |  |  |  |  |  |  |    | Punti | Pos. |
| ---- | ------ | --------- |  |  | -- | -- | --- | --- |  |  |  |  |  |  | -- | ----- | ---- |
| 1965 | 500    | Matchless |  |  | NE | NE | Rit | Rit |  |  |  |  |  |  | NE | 0     |      |

| Legenda | 1º posto        | 2º posto            | 3º posto            | A punti      | Senza punti        | Grassetto – Pole position Corsivo – Giro più veloce |
| Legenda | Gara non valida | Non qual./Non part. | Ritirato/Non class. | Squalificato | '-' Dato non disp. | Grassetto – Pole position Corsivo – Giro più veloce |